# 小行星27864
小行星27864（27864 Antongraff）是一颗绕太阳运转的小行星，为主小行星带小行星。该小行星于1995年3月5日发现。

## 轨道参数
小行星27864的轨道半长轴为2.7592533 UA，离心率为0.140。